# Rund um Berlin 1955
Rund um Berlin 1955 war die 50. Austragung des ältesten deutschen Eintagesrennens Rund um Berlin. Es fand am 28. August über 220 Kilometer statt.

## Rennverlauf
Start und Ziel war das Stadion an der Cantianstraße im Prenzlauer Berg. Die mit 5 Minuten Vorgabe gestarteten Fahrer der Leistungsklasse II verteidigten ihren Vorsprung bis zum 99. Kilometer des Straßenradrennens. Beim Kilometer 150 startete Benno Funda eine Alleinfahrt, die ihn über 70 Kilometer allein an der Spitze fahren ließ. Sein maximaler Vorsprung betrug vier Minuten. Nach 180 Kilometern setzten Jährling und Claus nach. Fünf Kilometer vor dem Ziel waren die beiden Verfolger bis auf Sichtweite an Funda heran. An der 1000-Meter-Marke hatte Claus Funda erreicht und fuhr sofort vorbei.
|     | Fahrer         | Verein                   | Zeit (h)        |
| --- | -------------- | ------------------------ | --------------- |
| 01. | Konrad Claus   | BSG Stahl Riesa          | 5:57:02 h       |
| 02. | Benno Funda    | BSG Einheit Berliner Bär | + 00:13 Minuten |
| 03. | Fritz Jährling | BSG Einheit Berliner Bär | + 01:00 Minuten |
| 0 … |                |                          |                 |